# Commissie-Delors III
De commissie-Delors III is de Europese Commissie die functioneerde van 1993 tot 1995. Zij telde 17 leden. Zij werd opgevolgd door de commissie-Santer.
| Voorzitter | Voorzitter             | Voorzitter                         | Portefeuille                                                                              | Termijn                          | Nationale partij | Europese politieke Partij | Land                |
| ---------- | ---------------------- | ---------------------------------- | ----------------------------------------------------------------------------------------- | -------------------------------- | ---------------- | ------------------------- | ------------------- |
|            | Jacques Delors         | Jacques Delors (1925–2023)         | Voorzitter                                                                                | 6 januari 1993 – 24 januari 1995 | PS               | PES                       | Frankrijk           |
|            | Martin Bangemann       | Martin Bangemann (1934–2022)       | Vicevoorzitter Interne Markt Industrie                                                    | 6 januari 1993 – 24 januari 1995 | FDP              | ALDE                      | Duitsland           |
|            | Leon Brittan           | Leon Brittan (1939–2015)           | Vicevoorzitter Handel                                                                     | 6 januari 1993 – 24 januari 1995 | Con              | EVP                       | Verenigd Koninkrijk |
|            | Henning Christophersen | Henning Christophersen (1939–2016) | Vicevoorzitter Financiën Economische Zaken Investeringen Kredietverlening Monetaire Zaken | 6 januari 1993 – 24 januari 1995 | Venstre          | ALDE                      | Denemarken          |
|            | Manuel Marin           | Manuel Marín (1949–2017)           | Vicevoorzitter Ontwikkelingssamenwerking                                                  | 6 januari 1993 – 24 januari 1995 | PSOE             | PES                       | Spanje              |
|            | Karel Van Miert        | Karel Van Miert (1942–2009)        | Vicevoorzitter Mededinging Administratieve Zaken                                          | 6 januari 1993 – 24 januari 1995 | SP               | PES                       | België              |
|            | Antonio Ruberti        | Antonio Ruberti (1927–2000)        | Vicevoorzitter Onderzoek en Wetenschap Onderwijs                                          | 6 januari 1993 – 24 januari 1995 | PSI              | PES                       | Italië              |
|            | Hans van den Broek     | Hans van den Broek (1936–2025)     | Externe Betrekkingen Uitbreiding                                                          | 6 januari 1993 – 24 januari 1995 | CDA              | EVP                       | Nederland           |
|            |                        | Peter Schmidhuber (1931–2020)      | Begroting Financiën Financieel Toezicht                                                   | 6 januari 1993 – 24 januari 1995 | CDU              | EVP                       | Duitsland           |
|            |                        | Christiane Scrivener (1925–2024)   | Douane-unie Fiscale Zaken Consumentenbescherming                                          | 6 januari 1993 – 24 januari 1995 | PR               | ALDE                      | Frankrijk           |
|            |                        | Pádraig Flynn (1939)               | Justitie Sociale Zaken Werkgelegenheid                                                    | 6 januari 1993 – 24 januari 1995 | FF               | ALDE                      | Ierland             |
|            |                        | Ioannis Paleokrassas (1934–2021)   | Milieuzaken Visserij                                                                      | 6 januari 1993 – 24 januari 1995 | ND               | EVP                       | Griekenland         |
|            |                        | René Steichen (1942)               | Landbouw                                                                                  | 6 januari 1993 – 24 januari 1995 | CSV              | EVP                       | Luxemburg           |
|            | Abel Matutes           | Abel Matutes (1941)                | Vervoer Energie                                                                           | 6 januari 1993 – 1 april 1994    | PP               | EVP                       | Spanje              |
|            | Marcelino Oreja        | Marcelino Oreja (1935)             | Vervoer Energie                                                                           | 1 april 1994 – 24 januari 1995   | PP               | EVP                       | Spanje              |
|            | Bruce Millan           | Bruce Millan (1927–2013)           | Regionaal Beleid                                                                          | 6 januari 1993 – 24 januari 1995 | Lab              | PES                       | Verenigd Koninkrijk |
|            |                        | João de Deus Pinheiro (1945)       | Interinstitutionele Betrekkingen Cultuur                                                  | 6 januari 1993 – 24 januari 1995 | PSD              | EVP                       | Portugal            |
|            |                        | Raniero Vanni d'Archirafi (1931)   | Ondernemerschap Midden- en Kleinbedrijf                                                   | 6 januari 1993 – 24 januari 1995 | O                | O                         | Italië              |

*) In april 1994 is de Spaanse commissaris Abel Matutes vervangen door zijn landgenoot Marcelino Oreja.